# Román Madártani Társaság
A Román Madártani Társaság (Societatea Ornitologică Română, SOR)  1990-ben, Bukarestben alapított nonprofit, nem kormányzati szervezet. Fő tevékenységi területe a madár- és természetvédelem. Az egyesület a BirdLife International romániai tagszervezete.

## Tevékenység
A Román Madártani Társaság bukaresti székhelyén kívül Kolozsváron és Tulcea-án működtet regionális irodákat, de Románia területének nagy részén rendelkezik fiókintézetekkel. Fő tevékenységi céljainak megfelelően a madár- és természetvédelem területén szervezett projekteket ültet gyakorlatba, elsősorban Románia területén, de nemzetközi együttműködések keretén belül ez más európai országokra is kiterjed. Nemzetközi együttműködéseit tekintve az egyesület 1997 óta partnere a BirdLife Internationalnak, de közös projektjei voltak, mások közt, a Magyar Madártani és Természetvédelmi Egyesülettel is.
Küldetése - a romániai madárfajok monitoringja és élőhelyeinek védelme - teljesítésének érdekében tagjai és önkéntesek segítségével az ország madárállományára vonatkozó felméréseket végez, melyeknek eredményit a honlapjáról elérhető adatbázisban is közzéteszi.
Ismeretterjesztő tevékenységének fontos részeként több romániai iskolában szervez terepgyakorlatokat és más rendezvényeket. Ugyanakkor különféle kiadványokkal is hozzájárul az ország természeti és madártani értékeinek megismertetéséhez.
Folyamatosan lobbizik Románia kormánya és annak helyi szervei mellett a környezetvédelmi rendelkezések betartásának érdekében.
A Román Nemzeti Környezetvédelmi Ügynökséggel kötött szerződések alapján, az ország 32 Natura 2000 természetvédelmi területének látja el gondnokságát, esetenként más szervezetekkel partnerségben.